# 奧克利 (北卡羅萊納州皮特縣)
奧克利（英語：Oakley）是位於美國北卡羅萊納州皮特縣的非建制地區。

## 歷史
奧克利的郵局於1892年設立，其後於1910年停運。

## 地理
奧克利所處的海拔為高於海平面19米（即62英呎），而該地所採用的時區為UTC-5，即北美东部时区（EST）。同時該地設有夏令時間，為UTC-5調快一小時，即UTC-4（EDT）。